# رشيدات أجيباد
رشيدات أجيباد (مواليد 8 ديسمبر 1999) هي لاعبة كرة قدم نيجيرية تلعب في مركز المهاجم في نادي أتلتيكو مدريد 
```
ومنتخب نيجيريا
.
```

## روابط خارجية
- رشيدات أجيباد على موقع الاتحاد الدولي (مؤرشف)  (الإنجليزية)
- رشيدات أجيباد على موقع اتحاد النرويج (النرويجية)
- رشيدات أجيباد على موقع قاعدة بيانات كرة القدم.إي يو (الإنجليزية)
- رشيدات أجيباد على موقع Soccerway.com (الإنجليزية)
- رشيدات أجيباد على موقع اللجنة الأولمبية الدولية (الإنجليزية)